# Andrija Stipanović
Andrija Stipanović (Mostar, 18 dicembre 1986) è un cestista croato con cittadinanza bosniaca.

## Carriera
Ha disputato la A1 Liga con l'Hermes Analitica Zagabria e successivamente con il KK Split. Trasferitosi in Belgio, ha militato in Ligue Ethias con Liegi dal 2009 al 2011. Nell'estate 2011 si è trasferito alla Juvecaserta Basket.
Il 2 agosto 2012 firma con la Vanoli Cremona.
Con la Bosnia ed Erzegovina ha disputato due edizioni dei Campionati europei (2013, 2015).

## Palmarès

### Squadra
- Campionato croato: 1

Cedevita: 2017-18
- Campionato rumeno: 2

U Cluj: 2020-21, 2022-23
- Coppa di Croazia: 2

Cedevita: 2018, 2019
- Coppa di Romania: 2

U Cluj: 2023, 2024
- Supercoppa di Lega Adriatica: 1

Cedevita: 2017
- Supercoppa del Belgio: 1

Liegi: 2009
- Supercoppa di Romania: 2

U Cluj: 2021, 2022

### Individuale
- MVP Supercoppa ABA Liga:1

Cedevita Zagabria: 2017